# Закон Годвина

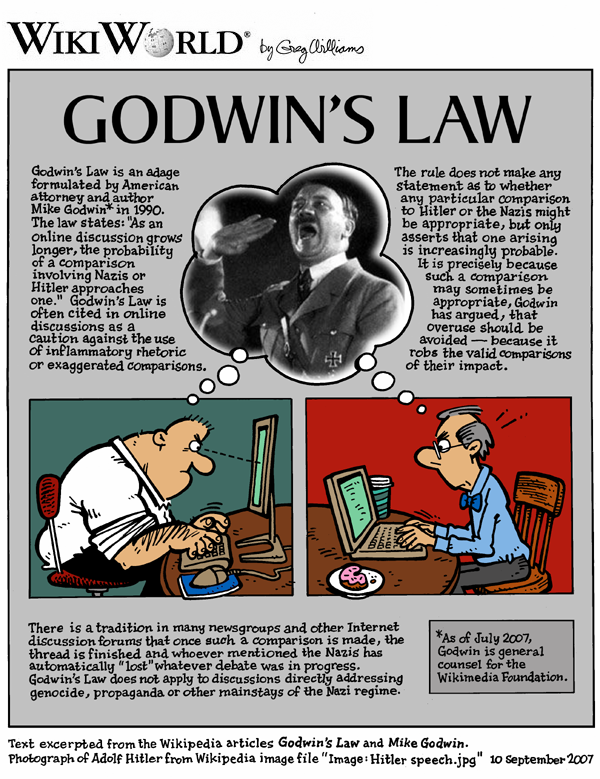
Закон Годвина

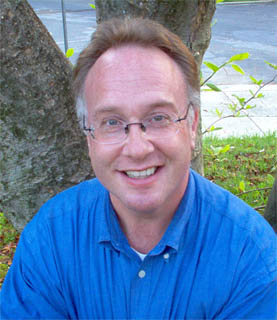
Майк Годвин

Зако́н Го́двина (англ. Godwin's Law) — распространённое выражение в интернет-культуре, которое гласит:

По мере разрастания дискуссии в Usenet вероятность сравнения, упоминающего нацизм или Гитлера, стремится к единице.

## История
Во многих группах Usenet существовала традиция, согласно которой, как только подобное сравнение сделано, обсуждение считается завершённым, и сторона, прибегнувшая к этому аргументу, считается проигравшей. В 1990 году эта закономерность была подмечена Майком Годвином и в дальнейшем формулирована в одной из тем Usenet — «Card’s Article on Homosexuality» от 19 августа 1991.
В 2012 году закон Годвина был включён в третье издание Оксфордского словаря английского языка.

## Применение
Ресурс Slashdot отмечал «действие» закона Годвина в споре Линуса Торвальдса с разработчиками GNOME в 2005 году.
12 августа 2019 года дискуссия о цензуре в социальных сетях Майка Годвина с пользователем Твиттера @DownTwist закончилась тем, что последний сравнил Майка с Гитлером, невольно подтвердив сформулированный им закон.
Один из комиксов xkcd Рэндела Манро изображает офицеров антигитлеровской коалиции, которые пытаются обсуждать действия итальянских войск, но наталкиваются на закон Годвина. Сам Годвин указывал, что в некоторых случаях аналогия с действиями нацистов может быть совершенно прямой и не опровергаться ссылкой на сформулированный им закон. Так 16 марта 2022 года он прокомментировал речь Владимира Путина, в которой говорилось о «самоочищении общества», словами: «Вы не поверите, кого этот парень мне напоминает».
В августе 2017 года, комментируя митинг «Объединимся правые» в Шарлоттсвилле, штат Вирджиния, Годвин сам поддержал и призвал пользователей социальных сетей сравнивать «альтернативных правых» с нацистами.

## Аргументы за и против
В 2021 году исследователи из Гарварда опубликовали статью, показывающую, что феномен сравнения с нацистами не встречается со статистически значимой частотой в дискуссиях на Reddit.
Распространённое возражение состоит в том, что в определённых случаях упоминание Гитлера или нацистов является вполне подходящим способом аргументировать свою точку зрения. Например, если вы обсуждаете относительные достоинства конкретного лидера, и кто-то говорит что-то вроде: «Он хороший лидер, посмотрите, как он улучшил экономику», вы можете сказать: «То, что он улучшил экономику, не означает, что он хороший лидер. В таком случае и Гитлер хороший лидер, ведь он тоже улучшил экономику». Некоторые сочли бы это сравнение обоснованным, поскольку Гитлер используется потому, что он является лидером, которого все знают, и поэтому этот пример не нуждается в объяснении (несмотря на очевидное Argumentum ad Hitlerum).
Другие, напротив, сказали бы, что закон Годвина особенно применим к описываемой ситуации, поскольку само упоминание Гитлера есть неизбежная апелляция к личности, что недопустимо. Гитлер на уровне семиотики имеет слишком много негативных коннотаций, чтобы его можно было сравнивать с чем-либо ещё, за исключением других деспотических диктаторов. Таким образом, и согласно этому последнему аргументу, закон Годвина остаётся верным и применимым.
Типичный ответ Годвина на это возражение состоит в том, что закон не ставит под сомнение уместность конкретной ссылки или сравнения с Гитлером или нацистами, а, скорее, именно потому, что такая ссылка иногда может быть оправдана, использование в качестве гиперболы сравнения с Гитлером и нацистами следует избегать. По его словам, избегание таких гипербол — это способ гарантировать, что достоверные сравнения будут иметь соответствующее семантическое воздействие.
Закон стремится избежать оскорблений по ходу дискуссии, поскольку часто они применяются для того, чтобы вызвать эмоции, и возможное объективное сопоставление фактов становится завершающим его субъективным обсуждением добра и зла. Этот подход довольно чётко выражается высказыванием «Что-то плохо, потому что это сделал Гитлер» или «Что-то не является добродетелью, потому что это делал Гитлер». Однако, иногда его упоминают вне коннотации.

## Неверные трактовки и рекомендации по применению
Закон Годвина имеет множество следствий, некоторые из которых считаются более каноническими, чем другие, поскольку они были приняты самим Годвином. Например, во многих группах новостей и других дискуссионных форумах в Интернете существует традиция, согласно которой, когда проводится сравнение с нацистами или Гитлером, ветка закрывается, и тот, кто провёл это сравнение, проигрывает в дискуссии. Эту идею иногда ошибочно называют законом Годвина.

Закон Годвина может применяться ошибочно или злоупотребляться для отвлечения внимания или даже цензуры, когда аргумент оппонента ошибочно воспринимается как гипербола, даже если сравнение, сделанное с помощью аргумента, уместно. Сам Майк Годвин считает, что принцип сформулирован не для определения победивших и проигравших в споре, а для уменьшения остроты дискуссий, напоминая участникам о границах допустимых сравнений.
«Пусть принцип и сформулирован как закон природы или математики, но его цель всегда была риторической и педагогической: я хотел, чтобы те, кто беззастенчиво сравнивают своих собеседников с Гитлером и нацистами, хотя бы немного задумались о Холокосте», —
 написал он.
В июне 2018 года Годвин написал статью в газете Los Angeles Times, в которой отрицал необходимость обновления или изменения правила. Он отверг идею о том, что тот, кто ссылается на закон Годвина, проиграл спор, и утверждал, что при правильном применении правило «должно функционировать не столько как завершение разговора, сколько как его начало».